# Valkebo landsfiskalsdistrikt
Valkebo landsfiskalsdistrikt var 1918–1964 ett landsfiskalsdistrikt i Östergötlands län, bildat när Sveriges indelning i landsfiskalsdistrikt trädde i kraft den 1 januari 1918, enligt beslut den 7 september 1917. Den 1 oktober 1952 (enligt beslut den 25 september 1952) sammanslogs Valkebo landsfiskalsdistrikt med Gullbergs landsfiskalsdistrikt till ett gemensamt distrikt, benämnt Valkebo. Efter sammanslagningen skulle Valkebo distrikt ha två anställda landsfiskaler, av vilka den ene skulle vara polischef och åklagare och den andre utmätningsman. Den 1 januari 1965 avskaffades i Sverige samtliga landsfiskaler och landsfiskalsdistrikt, och deras arbetsuppgifter delades upp på de nyskapade indelningarna polisdistrikt, åklagardistrikt och kronofogdedistrikt.
Landsfiskalsdistriktet låg under länsstyrelsen i Östergötlands län.

## Ingående områden
När Sveriges nya indelning i landsfiskalsdistrikt trädde i kraft den 1 oktober 1941 (enligt kungörelsen den 28 juni 1941) tillfördes kommunerna Kärna, Skeda och Slaka från Linköpings landsfiskalsdistrikt. När Sveriges nya indelning i landsfiskalsdistrikt trädde i kraft den 1 januari 1952 (enligt kungörelsen 1 juni 1951) ändrades distriktets omfattning. Den 1 januari 1961 tillfördes den samtidigt upplösta Askeby landskommun från Åtvidabergs landsfiskalsdistrikt, då den uppgick i Åkerbo landskommun. Den 1 januari 1963 minskades distriktets område då Landeryds landskommun inkorporerades i Linköpings stad, och Norsholms landskommun inkorporerades i Skärblacka landskommun. Båda dessa områden uteslöts därmed ur Valkebo landsfiskalsdistrikts område.

### Från 1918
Valkebo härad:
- Gammalkils landskommun
- Ledbergs landskommun
- Nykils landskommun
- Rappestads landskommun
- Sjögestads landskommun
- Ulrika landskommun
- Vikingstads landskommun

### Från 1 oktober 1941
Hanekinds härad:
- Kärna landskommun
- Skeda landskommun
- Slaka landskommun

Valkebo härad:
- Gammalkils landskommun
- Ledbergs landskommun
- Nykils landskommun
- Rappestads landskommun
- Sjögestads landskommun
- Ulrika landskommun
- Vikingstads landskommun

### Från 1 januari 1952
- Kärna landskommun
- Landeryds landskommun
- Norra Valkebo landskommun
- Södra Valkebo landskommun
- Vårdnäs landskommun

### Från 1 oktober 1952
- Kärna landskommun
- Landeryds landskommun
- Norra Valkebo landskommun
- Norsholms landskommun
- Södra Valkebo landskommun
- Vreta klosters landskommun
- Vårdnäs landskommun
- Åkerbo landskommun

### Från 1 januari 1963
- Kärna landskommun
- Norra Valkebo landskommun
- Södra Valkebo landskommun
- Vreta klosters landskommun
- Vårdnäs landskommun
- Åkerbo landskommun